# ألكسندر صاروخان
ألكسندر هاكوب صاروخان (1 أكتوبر 1898 - 1 يناير 1977)، رسام كاريكاتير مصري من أصل أرمني.

## حياته ونشأته
الكسندر هاكوب صاروخان، ولد في أول أكتوبر عام 1898 ببلدة «أرادانوج» أقصى شمال شرق تركيا التي كانت تقع ضمن مقاطعة باطوم إحدى المناطق الإدارية في إقليم ما وراء القوقاز التابع للإمبراطورية الروسية، وكان صاروخان الابن الثالث لأب كان يعمل تاجرًا للأقمشة. هكذا جمع بولادته ثلاثة جنسيات الروسية والتركية والأصول الأرمنيه. وأضيف اليها الجنسيه المصرية التي حصل عليها.
- ولد في قرية (أردانوش) في القوقاز 1898
- انتسب إلى معهد المختارين الليليين استانبول عام 1915
- درس الرسم بمعهد الفنون الجرافيكية في فيينا 1922
- انتقل إلى الإسكندرية عام 1924
- استقر في مصر بشكل نهائي وحصل على الجنسية المصرية عام 1955
- أصدر صاروخان عام 1945 كتاباً بعنوان هذه الحرب في مجال الكاريكاتير السياسي
- في فن البورتريه، رسم صاروخان مئات الشخصيات، رسم سيدة الغناء العربي أم كلثوم

## أعماله
نشر رسومه في الكثير من الصحف المصرية مثل (الجديد، روز اليوسف، أخبار اليوم – الأخبار، المستقبل) وفي مجلات فرنسية مصرية مثل (لابورس إجيبسين، إيماج) وفي صحف أرمنيه مثل (كاردوش واريف)
لم يكن فن الكاريكاتير فنا متداولا وشعبيا في الشرق الأوسط كما هو الآن لأنه كان فنا نقديا وسياسيا بالدرجة الأولى وبالتالي لم يكن هناك جوا مهيئا لنشاته بعد. الكاريكاتير أصبح آداه للحمله الأنتقادية السياسية على الفساد ومنها شخصية الموظف المرتشي.
كان صاروخان من الفنانين الذي ادركوا تماما مدى أهمية الشخصية في الكاريكاتير من هنا أيضا أصبحت له رؤاه الخاصة حيث ابتدع شخصية المصري أفندي التي كانت بدايه جيده لفن التشخيص على الورق في مصر لكن بالطبع كانت أيضا مستوحاه من شخصيات دومية الشهيرة صاروخان حصل على الجنسية المصرية منحه اياها الرئيس الراحل جمال عبد الناصر.
يعتبر صاروخان كما قالت عنه مجلة استوديو الأيطالية عام 1957 انه من أقوى 100 رسام كاريكاتير في القرن العشرين ويظل صاروخان صاحب الشرارة الأولى لفن الكاريكاتير المصري والعربي.

## مسيرته
وعلي امتداد عمره الفني إبتكر صاروخان أول شخصية نمطية كاريكاتيرية تعبر عن العقل والمزاج العام للشعب وهي شخصية: المصري أفندي. وإبتكر في أعقابها مخضوض باشا الفزعنجي وإشاعة هانم ثم شخصية العام سام.. وراء هذا الابتكارات تاريخ طويل من العمل المشترك مع الكاتب الصحفي المبدع محمد التابعي.. قصته مع مصر بدأت عام 1922
نظرًا للضغوط والأحداث السياسية التي شهدتها تركيا عام 1922 هجر صاروخان تركيا وقرر الذهاب إلى فيينا التي استقر فيها عمه «أراكيل» وهناك التحق بمعهد الفنون الجرافيكية. • يقول «هرانت كشيشيان» في كتابه عن صاروخان: «إن الفنان الأرمني استطاع في فترة تقل عن عامين إنجاز ما قد ينجزه طلبة آخرون خلال أربع أو خمس سنوات من الدراسة الفنية الأكاديمية المتواصلة». • في فيينا تعرف صاروخان على عبد القادر الشناوي الذي قصدها لدراسة فنون الطباعة حيث كان ينوي إنشاء مطبعة في مصر وإصدار صحيفة أو مجلة أهلية، وكان يبحث في تلك الفترة عن فنان كاريكاتيري جيد يأخذه معه إلى مصر ليرسم في صحيفته أو مجلته، وقد أُعجب الشناوي كثيرًا بصاروخان وقرر إحضاره إلى مصر.
• كانت القاهرة في تلك الفترة تضج بالعديد من الأرمن الذين شكلوا جالية ضخمة فرضت نفسها على الساحة الاقتصادية والاجتماعية، فتعرف صاروخان على عدد كبير منهم مثل: محرري الصحف والمجلات والتجار وبعض الحرفيين، لكن أهمهم هو الزنكوغرافي «أرام بربريان» الذي كان يقوم بإعداد كليشيهات أغلب الصحف والمجلات الصادرة بالقاهرة بجميع اللغات. • كانت ورشة «بربريان» بمثابة ملتقى غير رسمي للصحفيين وأصحاب الصحف ودور النشر، ومن الورشة التي كانت تعقد في عابدين عرف الناس صاروخان رسامًا كاريكاتيريًا متميزًا زينت إبداعاته العدد الأول من مجلة «السينما الأرمنية» الذي صدر يوم 24 يناير 1925، ولم يضيع وقته وظل يرسم يوميًا حتى تمكن من تنظيم معرضين لرسومه الكاريكاتيرية في القاهرة والإسكندرية ولاقى خلالها نجاحًا ملحوظًا.
• في نوفمبر عام 1927 تم اللقاء الأول بين صاروخان ومحمد التابعي في ورشة بربريان، وفي تلك الفترة كان محمد التابعي رئيسًا لتحرير روز اليوسف طامعًا في دفع المجلة إلى الاهتمام أكثر بالسياسة وكان في حاجة إلى رسام كاريكاتير موهوب يستجيب لموقف المجلة السياسي المناصر لحزب الوفد آنذاك خاصةً وأن رسام المجلة الأصلي هو الإسباني «سانتس» كان يرسم النكت على غلافها الأمامي منذ عام 1927، ولكن سانتس كان رسامًا أساسيًا لمجلة الكشكول ذات التوجهات السياسية المضادة تمامًا لتوجهات روز اليوسف.
• كان صاروخان يرغب في نشر رسومه في مجلة واسعة الانتشار مثل روز اليوسف فأخذ يرسم وجوه الزعماء السياسيين بمساعدة التابعي وتشجيعه وبالفعل رسم صاروخان أول غلاف للكاريكاتير السياسي على غلاف العدد 118 من روز اليوسف الصادر في 22 مايو 1928، كما ظهر أول كاريكاتير سياسي له منفذ بالحبر الأسود على الصفحة السابعة من العدد 132. • في عام 1932 استطاع صاروخان أن يكون أول رسام يبتكر شخصية نمطية كاريكاتيرية في مصر تعبر عن العقل والمزاج العام للشعب المصري، وهي شخصية «المصري أفندي».
• لم يكن صاروخان يعرف شيئًا عن الشخصيات المصرية، ولم يكن يعرف اللغة العربية فاقتبس شخصية المصري أفندي من صورة للرسام الإنجليزي «ستروب» في الديلي إكسبريس. وكانت الصورة لرجل قصير يضع على رأسه القبعة ويمسك في يده مظلة، وقام التابعي والسيدة روزاليوسف بتحوير هذه الصورة، فرفعت القبعة ووضع مكانها «الطربوش»، ورُفعت المظلة ووضع مكانها «المسبحة»، كانت شخصية المصري أفندي في كاريكاتير صاروخان تعبر عن طبقة الموظفين في مصر، ولعبت دورًا هائلاً في السياسة المصرية في ذلك الوقت وخاصةً في المعارك مع الزعماء ورجال السياسة. • في عام 1934 احتد الخلاف بين محمد التابعي وروزاليوسف فخرج التابعي من المجلة ومعه صاروخان لتأسيس مجلة آخر ساعة، وكان هو رسامها الأول حيث زين المجلة برسومه الجميلة من أول عدد صدر في 15 يوليه 1934. • في عام 1946 اشترى الأخوان علي أمين ومصطفى أمين مجلة آخر ساعة من صاحبها (محمد التابعي) الذي أراد إغلاقها لهبوط التوزيع وألحقوها بصحيفة أخبار اليوم ليؤسسا مؤسسة صحفية كبرى هي «دار أخبار اليوم».
• انتقل بعد ذلك صاروخان مع التابعي إلى «أخبار اليوم» فظهرت أول صورة له على الصفحة الثالثة لهذه الصحيفة في عدد السبت 27 إبريل عام 1946، وتمثل هذه الصورة موكب محرري كل من آخر ساعة وأخبار اليوم وقد اتحدوا في ركب واحد، وهكذا انضم صاروخان إلى زميله الرسام محمد عبد المنعم رخا الذي كان يرسم على صفحات أخبار اليوم منذ بداية تأسيسها. • ظل صاروخان يرسم في دار أخبار اليوم حتى وفاته في أول يناير عام 1977 تاركًا لنا حوالي عشرين ألف صورة كاريكاتيرية، وكتابين للكاريكاتير السياسي هما «العام السياسي 1938»، وصدر بالقاهرة عام 1939، وكتاب «هذه الحرب» الذي صدر أيضًا بالقاهرة عام 1945، وهو يتناول الحرب العالمية الثانية بالكاريكاتير. • قدم شخصيتين هما «مخضوض باشا الفزعنجي» و«إشاعة هانم» وذلك إبان الحرب العالمية الثانية. وقد اختفت هاتين الشخصيتين بعد الحرب، أما الشخصية الثابتة التي قدمها صاروخان فهي «المصري أفندي» عام 1929 وهي من ابتكار محمد التابعي. • استخدام صاروخان للرموز والشخصيات الثابتة المتعارف عليها عالميًا مثل العم سام. ويظهر في هذا تأثره الواضح بفن الكاريكاتير الأجنبي القديم.

## الشخصيات الكاريكاتيرية الهزلية

شخصية (المصري أفندي) الهزلية

- أشهرها شخصية (المصري أفندي) وقد إنتج فيلم يصور الشخصية بنفس الاسم المصري أفندي (فيلم)
- مخضوض باشا الفزعنجي
- إشاعة هانم
- العام سام

## وفاته
رحل أول يناير عام 1977